# Писково (Мещовський район)
Писково (рос. Писково) — село в Мещовському районі Калузької області Російської Федерації.
Населення становить 18 осіб. Входить до складу муніципального утворення Село Серпейськ.

## Історія
Від 2004 року входить до складу муніципального утворення Село Серпейськ.

## Населення
| 2002 | 2010 |
| ---- | ---- |
| 26   | ↘18  |